# Thore Schölermann
Thore Schölermann (Iserlohn, 1984.szeptember 26. –) német színész.

## Karrier
Érettségi után 2004-ben Palma de Mallorcára ment a Mallorcai Filmakadémiára színészképzésre. A képzés alatt több rövidfilmben szerepelt, mint a Die Schreibmaschine (Írógép), az Unscrewed 2 és a Schmetterlingskind (Pillangógyerek). 2006-tól állandó szereplője az ARD sorozatának a Verbotene Liebenek, ahol egy biszexuális karaktert, Christian Mann-t alakít.